# 133296 Федерікотосі
133296 Федерікотосі  (133296 Federicotosi) — астероїд головного поясу, відкритий 19 вересня 2003 року.
Тіссеранів параметр щодо Юпітера — 3,207.